# IC 549
IC 549 ist eine spiralförmige Zwerggalaxie vom Hubble-Typ Sm im Sternbild Hydra südlich der Ekliptik. Sie ist schätzungsweise 52 Millionen Lichtjahre von der Milchstraße entfernt und hat einen Durchmesser von etwa 10.000 Lj. Die Entfernungsmessungen basierend auf den Radialgeschwindigkeiten stimmen nicht mit den rotverschiebungsunabhängigen Entfernungsschätzungen von 74 Millionen Lichtjahren überein.

Im selben Himmelsareal befinden sich u. a. die Galaxien NGC 2960 und NGC 2966.
Das Objekt wurde am 19. Februar 1894 vom französischen Astronomen Stéphane Javelle entdeckt.